# Koleňová
Koleňová este o arie protejată (arie specială de conservare — SAC, sit de importanță comunitară — SCI) din Slovacia întinsă pe o suprafață de 77,56 ha, integral pe uscat.

## Localizare
Centrul sitului Koleňová este situat la coordonatele 49°24′04″N 19°15′00″E / 49.401111°N 19.25°E.

## Înființare
Situl Koleňová a fost declarat sit de importanță comunitară în octombrie 2011 pentru a proteja 1 specie de animale. Situl a fost protejat și ca arie specială de conservare în august 2011.

## Biodiversitate
Situată în ecoregiunea alpină, aria protejată conține 1 habitat natural: Fânețe de joasă altitudine (Alopecurus pratensis, Sanguisorba officinalis).
La baza desemnării sitului se află o specie protejată de  amfibieni: Triturus montandoni.